# 28 de fevereiro nos Jogos Olímpicos de Inverno de 2010
O dia 28 de fevereiro foi o décimo sétimo e último dia de competições dos Jogos Olímpicos de Inverno de 2010. Neste dia foram disputadas as duas últimas finais dos últimos dois esportes: esqui cross-country e hóquei no gelo. Foi realizada também a cerimônia de encerramento.

## Esportes
- Esqui cross-country
- Hóquei no gelo

## Campeões do dia
Esses foram os "campeões" (medalhistas de ouro) do dia:
| Medalhas de Ouro    | Medalhas de Ouro           | Medalhas de Ouro                    | Medalhas de Ouro | Medalhas de Ouro |
| Modalidades         | Categoria                  | Atleta (s)                          | País             | Ref.             |
| ------------------- | -------------------------- | ----------------------------------- | ---------------- | ---------------- |
| Esqui cross-country | Largada coletiva masculina | Petter Northug                      | NOR Noruega      |                  |
| Hóquei no gelo      | Masculino                  | Seleção do Canadá de Hóquei no Gelo | CAN Canadá       |                  |

## Líderes do quadro de medalhas ao final do dia 28
País sede destacado. Ver quadro completo.
| Ordem | País               | Medalha de ouro | Medalha de prata | Medalha de bronze |    |
| ----- | ------------------ | --------------- | ---------------- | ----------------- | -- |
| 1     | CAN Canadá         | 14              | 7                | 5                 | 26 |
| 2     | GER Alemanha       | 10              | 13               | 7                 | 30 |
| 3     | USA Estados Unidos | 9               | 15               | 13                | 37 |
| 4     | NOR Noruega        | 9               | 8                | 6                 | 23 |
| 5     | KOR Coreia do Sul  | 6               | 6                | 2                 | 14 |